# Journal of the American College of Surgeons
Das Journal of the American College of Surgeons, abgekürzt J. Am. Coll. Surg., ist eine wissenschaftliche Fachzeitschrift, die vom Elsevier-Verlag veröffentlicht wird. Die Zeitschrift wurde im Jahr 1905 unter dem Namen Surgery, Gynecology & Obstetrics gegründet, der 1994 in den derzeit gültigen geändert wurde. Sie ist das offizielle Publikationsorgan des American College of Surgeons; sie erscheint mit zwölf Ausgaben im Jahr. Es werden Arbeiten aus allen Bereichen der Chirurgie veröffentlicht.
Der Impact Factor lag im Jahr 2014 bei 5,122. Nach der Statistik des ISI Web of Knowledge wird das Journal mit diesem Impact Factor in der Kategorie Chirurgie an achter Stelle von 198 Zeitschriften geführt.